# کاروان (استان بادکند)
کاروان (به لاتین: Karavan) یک منطقهٔ مسکونی در قرقیزستان است که در استان بادکند واقع شده‌است. کاروان ۶٬۸۶۱ نفر جمعیت دارد.